# توماس بوزو
توماس بوزو (بالإسبانية: Tomás Pozzo)‏ هو لاعب كرة قدم أرجنتيني، ولد في 27 سبتمبر 2000 في مدينة أدروغي في الأرجنتين.

## وصلات خارجية
- توماس بوزو على موقع قاعدة بيانات كرة القدم.إي يو (الإنجليزية)
- توماس بوزو على موقع بيانات كرة القدم. دي إي (الألمانية)
- توماس بوزو على موقع Soccerway.com (الإنجليزية)